# Cattedrale di Bilbao
La cattedrale di San Giacomo (in spagnolo Catedral Basílica de Santiago, in basco Donejakue Katedrala) è il principale luogo di culto della città di Bilbao, in Spagna, sede vescovile dell'omonima diocesi.